# Ålbæk
 For alternative betydninger, se Ålbæk (flertydig). (Se også artikler, som begynder med Ålbæk)
Ålbæk eller Aalbæk ligger på Skagen Odde i det nordligste Vendsyssel. Byen ligger inderst i Ålbæk Bugt - Kattegat og har givet navn til bugten. Byen var oprindeligt et fiskerleje og har i dag en charmerende fiskeri- og lystbådehavn. 

Byen har 1.407 indbyggere  (2024). Indbyggertallet i byen og oplandet øges kraftigt i ferier og helligdage. Gæsterne ferierer i de store sommerhusområder der ligger både nord og syd for byen, i feriehuse i byen, på en af de tre campingpladser der ligger i kort afstand fra byen, ombord på deres både i havnen eller som gæster på byens Kro Aalbæk gl. Kro.
Byen har folkeskole til 9. klasse, børnehave, lægehus, apoteksudsalg og Falckstation.

Der er, byens størrelse taget i betragtning, et meget stort udvalg af specialbutikker, ligesom der er to dagligvareforretninger, beværtninger og restauranter. 

Byen har et rigt kultur- og foreningsliv, med mulighed for at engagere sig for alle aldersgrupper. 

Skagensbanen går gennem byen og fra Aalbæk station, midt i byen, kører toget til henholdsvis Skagen og Frederikshavn på ca. 20 minutter. Fra Frederikshavn er der let adgang til offentlig transport videre i Danmark.
I kort afstand fra byen ligger bl.a. vandreklitten Råbjerg Mile, Ørnereservatet, Kandestederne og en golfklub.
Ålbæk ligger i Frederikshavn Kommune i Region Nordjylland. Byen er beliggende i Råbjerg Sogn (Horns Herred).
Afstanden til Skagen mod nord er 21 kilometer, 21 km til Frederikshavn, 31 km til Hirtshals og omkring 41 km til Hjørring.

## Historie
Ålbæk benævnes 1638 Olbech.
I 1682 bestod Aalbæk af 30 huse med jord. Det samlede dyrkede areal udgjorde 42,4 tønder land skyldsat til 9,35 tønder hartkorn.
Fiskerlejet lå ikke helt ude ved kysten men 5-600 m fra denne. En mindre bæk strømmede fra indlandet gennem fiskerlejet ud i Kattegat. Husene lå overvejende i karakteristisk øst-vest-gående retning. Landevejen gik i nord-syd-gående retning tværs gennem landsbyen, og herfra gik en bivej mod vest ind i landet og en anden mod nordvest.
Omkring år 1900 beskrives byen således: "Aalbæk, ved Landevejen, Fiskerleje med Kirke, Skole, Missionshus (opf. 1890), Forsamlingshus (opf. 1892), Kro, 2 Møller, Markedsplads, (Marked i Okt. med Kreaturer), Redningsstation (opr. 1861), Strandkontrolstation, Jærnbane- og Statstelefonstation." Skagensbanen blev anlagt i 1890 mellem Skagen og Frederikshavn med station lige ved fiskerlejet.
Fra fiskerlejet Aalbæk dreves der frem til omkring 1870 en del østersfiskeri på bankerne i den for sin gode ankerplads bekendte Aalbæk Bugt, men frem mod århundredeskiftet ophørte dette østersfiskeri ("Fladstrands Østers") helt for Aalbæks vedkommende.
Aalbæk Kirke blev opført 1897 i romansk stil af røde mursten efter tegning af arkitekt V. Ahlmann og bestar af skib, kor og tårn med slankt spir (78 fod). Kirken har fladt bjælkeloft.
Aalbæk Plantage, mellem Aalbæk og Gaardbogaard, tilhører Staten; plantningen begyndte 1893.
Aalbæk havde i 1906 290 indbyggere, i 1911 300 indbyggere, i 1916 308 indbyggere i 1921 345 indbyggere, i 1925 376 indbyggere, i 1930 423 indbyggere, i 1935 531 indbyggere.
Ifølge en opgørelse fra 1911 levede 78 af landbrug, 91 af fiskeri, 50 af håndværk, 23 af handel og 9 af transport.
Indbyggertallet var 570 i 1940, 672 i 1945, 743 i 1950, 776 i 1955 og 877 i 1960.
I perioden 1970 til 2006 lå Ålbæk i Skagen Kommune, Nordjyllands Amt.

## Lysets Landsby

### Historie
Ålbæks slogan "Lysets Landsby" blev første gang præsenteret på et borgermøde i byen i november 2014. Sloganet blev udviklet og præsenteret af Mads Hardahl-Haugaard. Det havde baggrund i den proces, drøftelser og de ideer borgerne i Ålbæk havde været igennem på to forudgående borgermøder. Borgermøderne blev en realitet, idet en gruppe af borgere, på byens vegne, søgte om deltagelse i Distriktudvalget i Frederikshavn Kommunes pilotprojekt for udvikling af landsbyplaner. Gruppen af borgere, kaldet Initiativgruppen Ålbæk, blev skabt i forbindelse med Frederikhavns Kommunes offentliggørelse af planer vedrørende skolelukninger. I starten af 2015 designede Rumdesigner mdd Hanne Lind-Bonderup på opfordring fra Initiativgruppen et logo til sloganet. Logoet blev drøftet og godkendt i Initiativgruppen, i Ålbæk Handelsstandsforening og i ålbæk ny turistforening. Slogan og logo blev taget i brug medio marts 2015.[kilde mangler]

### Begrundelse

#### Naturen
Ålbæk ligger centralt på Skagen Odde. Området har danmarksrekorden i antallet af solskinstimer - med Bornholm på andenpladsen. De norske fjelde gør, at Skagens Odde har sol i så mange timer. Føneffekten skaber et skyfrit område over den nordligste del af jylland. Desuden giver det et særligt lys, at der er så kort afstand til havet på begge sider af kysten, ydermere giver sandet genskin på stranden.
Selv om Danmark er et lille land, er der forskel på dagens længde inden for landets grænser. Ved sommerjævndøgn, som er årets længste dag, mærkes forskellen tydeligst. Ophold på Skagen Odde giver således på dette tidspunkt 40 til 50 minutters mere med lys end ophold ved Gedser. Skagen Odde og dermed Ålbæk er således et af de bedste steder i Danmark når det gælder oplevelsen af sol og lyse nætter.

#### Kulturen
Man nåede på borgermøderne i Ålbæk frem til følgende fælles vision for Landsbyplan 2014:
Gennem nærvær og fællesskab bevares og udvikles Ålbæks natur-, sundheds-, og kulturværdier til glæde for borgere og gæster.

#### Strand
Ålbæk er en kystby, hvorfor man i den østlige del af byen har direkte adgang til Kattegat. Kyststrækningen fra Skagen til Frederikshavn danner en bugt, som er opkaldt har fået navnet Ålbæk Bugt, da dette er midtpunktet for strækningen. Denne beliggenhed gør at vandet er yderst roligt og forholdsvis lavt ved kysten, hvilket gør badeforholdene perfekte. Den tilhørende stand, Ålbæk Strand, er flere kilometer lang, hvor der i Ålbæk skelnes mellem en nord og en sydside, som adskilles af havnen. Den nordlige side er den populæreste og mest besøgt blandt lokale og turister, muligvis fordi arrangementer som Skt. Hans bliver afholdt netop her. Ålbæk Strand er dækket af hvidt sand og er forholdsvis fattig på sten, hvilket endvidere gør dette til en attraktiv badestrand. På stranden findes små å-udløb bl.a. af Knasborg Å og Aalbæk Å, som efter sigende også har lagt navn til byen. På den vestlige del af stranden, afskærmes der fra byen med klitter, hvor der findes bred vegetation, som den spiselige havtorn.
Strandene er kendt for, at være yderst børnevenlige, idet der sjældent er stærk strøm, der er ren sandbund uden sten og oftest relativt lavt og klart vand. Ydermere må der ikke køres i bil på strandene, hvilket gør det trygt og roligt at færdes der for både børn og voksne. Strandene ved Ålbæk har gennem mange år haft det blå flag.
Vesterhavet ligger kun ca. 7 km nordvest for byen og giver borgere, såvel som gæster, i byen mulighed for, at kombinere oplevelser ved det rolige Kattegat med oplevelser ved det, ofte, mere rå Vesterhav.

#### Skov
Vest for byen, grænsende helt op til byskiltet, ligger Ålbæk Klitplantage. Skoven er primært dækket af nåletræer. Der er lavet stier, som gør skoven let tilgængelig, samt en tilhørende hundeskov. Skoven gemmer endvidere på en sø, som er populær blandt byens indbygger og går under navnet "Skovsøen", hvor der er opsat grill- og bålplads, samt bænke. Et par kilometer vest for skovsøen, findes Tingstenen som er opført i 1891 og nu fredet. Tingstenen blev i sin tid brugt til strafudmåling af Birketinget, hvor Galgebakken ikke ligger langt derfra. Området er præget af egetræer. Sydvest for dette findes stensletten, hvor der er både er mulighed for at finde fossiler og forstende ting. Gennem skoven løber Knasborg Å, som kan følges ud til kysten.
Plantagen giver rig mulighed for vandreture, løb, moutainbiking og ridning på de til formålet anlagte stier. Vest for plantagen ligger et stort områder der i ældre tid var en meget stor sø Gårdbo Sø, området er i dag afvandet, men der er fortsat mulighed for at opleve et rigt fugleliv, idet, gæs, svaner, traner m.v. på træk opholder sig i store flokke i området.

### Historie
Ålbæk Havn blev etableret og åbnet i 1930 og er i dag primært en lystbådehavn, men der er stadig en del mindre fiskerbåde hjemmehørende her. Fiskeriet er dog begrænset til primært at være af hobbykarakter.
Ved seneste havneudvidelse, i 2014, blev der lavet en autocamperplads med unik beliggenhed helt ud til nordre mole og ydre havnebassin. Denne plads er nu en større indtægtskilde for havnen, som ejes af Frederikshavn Kommune, end indtægterne fra gæstesejlere. En ny havneudvidelse er under projektering.
Havnen var tidligere hjemsted for skibsværftet Aalbæk Værft som blev opkøbt af ejerne bag JOBI Værft (sv) og senere flyttede aktiviteterne til det senere opkøbte Strandby Værft som derefter kom til at hedde JOBI værft.
Ålbæk har nu et mindre reparationsværft med egen bedding, en glasfibervirksomhed og et par spisesteder. Ca. 75 lystbåde og 25 fiskefartøjer er hjemmehørende i havnen.

## Foreninger
- Aalbæk Idrætsforening
- Ålbæk Håndbold Klub
- Ålbæk Badminton Klub
- FDF Ålbæk
- Ålbæk Turistforening
- Ålbæk Bådelaug
- Ålbæk-Raabjerg Jagtforening
- Aalbæk Borgerforening
- Aalbæk Sjøw - arr. af ForårsRevyen
- Ålbæk Havnebad